# Grupo Gangotri
 El grupo de montañas Gangotri es una subdivisión del Himalaya de Garhwal en el estado norteño de la India de Uttarakhand. Está rodeado por el glaciar Gangotri, y contiene picos que son notables ya sea por su significado religioso para los hindúes, por sus difíciles rutas de escalada, o por ambas cosas. Las escaladas en tres de los picos (Thalay Sagar, Shivling y Meru) han dado lugar a la concesión del prestigioso (pero controvertido) premio de escalada, el Piolet d'Or. 
Las montañas notables incluyen: 
- Chaukhamba (I-IV). Un macizo de cuatro cumbres ; Chaukhamba I, 7138 m, es el pico más alto del grupo.
- Kedarnath, 6940 m, el pico más alto en el lado suroeste del glaciar
- Thalay Sagar, 6904 m, una aguja de roca empinada, y quizás la cumbre más difícil de alcanzar en todo el grupo.
- Shivling, 6543 m, otro pico de roca escarpada, con dos cumbres, y el más llamativo visto desde Gaumukh, el sitio de peregrinación en la desembocadura del glaciar. Símbolo del dios Shiva, es el pico más venerado del grupo.  Mt. Shivling

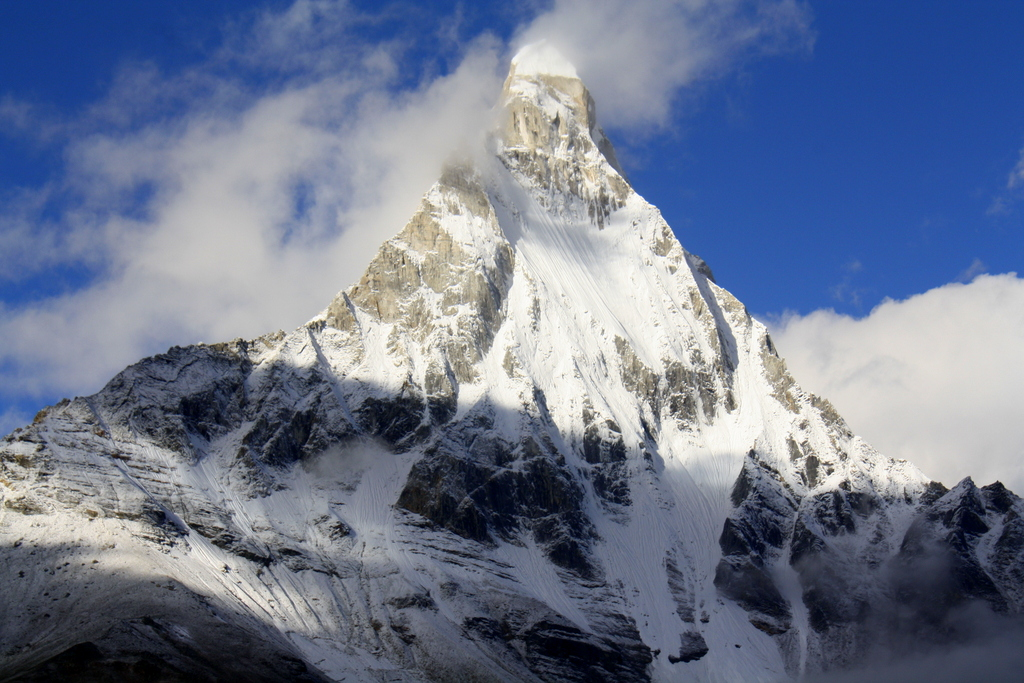
Mt. Shivling

- Meru, 6660 m, se encuentra entre Thalay Sagar y Shivling, y tiene algunas rutas muy desafiantes, recientemente ascendidas a pesar de los múltiples intentos de los mejores escaladores del mundo.
- Bhagirathi I: 6856 m; II: 6512 m; III: 6454 m ], picos con rutas moderadas en la parte posterior, pero enormes acantilados de empinados a sobresalientes en el lado frente al glaciar. El Bhagirathi III, en particular, ha visto algunas de las escaladas más extremas en el Himalaya.

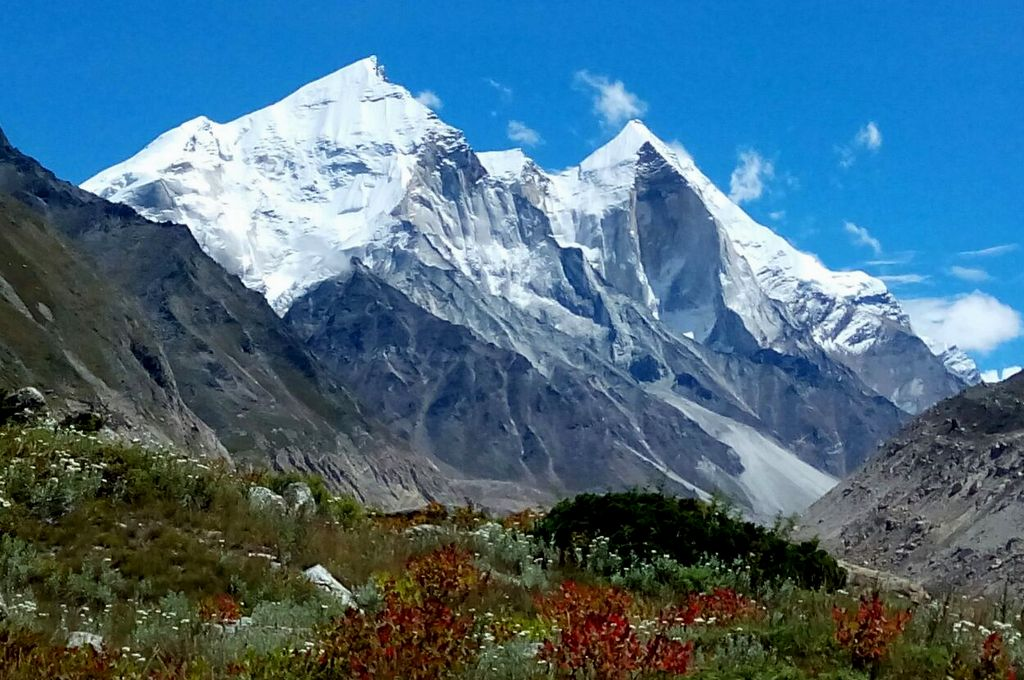
El Bhagirathi II, III y I